# Stanisławowo (przystanek kolejowy)
Stanisławowo – dawny przystanek kolejowy (Gnieźnieńska Kolej Wąskotorowa) w Stanisławowie, w powiecie wrzesińskim w gminie Września, w województwie wielkopolskim, w Polsce. Został otwarty w 1907 roku i zamknięty w 1973 roku.